# Centro Regional para Inovação do Algarve
O CRIA – Centro Regional para a Inovação do Algarve é o organismo interface entre a Universidade do Algarve e o tecido empresarial. A sua missão consiste em promover, transferir e comercializar a tecnologia e o conhecimento gerados na academia, consolidando a ligação Universidade-Empresa.

## A Experiência do CRIA
O CRIA nasceu em 2003 resultado de uma parceria entre a Universidade do Algarve (UAlg), organização central de Investigação da região, a CCDR Algarve, autoridade regional responsável pela coordenação e planeamento regional, e a ANJE (Associação Nacional de Jovens Empresários) e NERA (Núcleo Empresarial da Região do Algarve) que representavam em parte os interesses empresariais. 
O CRIA procurando funcionar como interface entre o conhecimento universitário e as necessidades empresariais assumiu-se como facilitador da promoção, transferência e aproximação comercial para a tecnologia e conhecimento da UAlg. As primeiras iniciativas do CRIA foram: uma feira da inovação (onde 75 projectos de investigação com potencial comercial foram apresentados às empresas), um concurso de ideias de base tecnológica (que resultou em doze planos de negócio para empresas de elevado potencial de crescimento), e a instalação do GAPI – Gabinete de Apoio à Promoção da Propriedade Industrial em parceria com o INPI – Instituto Nacional da Propriedade Industrial. Os resultados positivos destas actividades levaram a UAlg a incentivar a continuidade deste projecto.

## Transferência de Tecnologia e Conhecimento
O CRIA ganhou assim contornos de organismo associado à estratégia da universidade dotado de elevada autonomia funcional. Directamente dependente da Reitoria o CRIA começou um trabalho estruturado de Transferência da Tecnologia e de Conhecimento gerado na academia. Para este efeito foram dinamizadas um conjunto de candidaturas a projectos (nacionais e comunitários) que pudessem financiar as actividades propostas. O primeiro desses projectos é a OTIC – Oficina de Transferência de Conhecimento (Algarve TransferTECH) que agrupou, entre outras, as seguintes actividades: caracterização das capacidades de I&D da UALG; identificação das redes e parcerias da universidade; contabilização de serviços, equipamentos e laboratórios; apresentação dos serviços da universidade a empresas; visitas de investigadores a empresas regionais de referência; visitas de empresas a centros ou unidades de Investigação de referência; apoio à criação de projectos em consórcio; lançamento de novos laboratórios adaptados às necessidades empresariais detectadas e estudos sobre medidas prioritárias para a Transferência de Tecnologia na região.

## Apoio ao Empreendedorismo de Base Tecnológica
O apoio ao Empreendedorismo é realizado principalmente através de três projectos. O primeiro é o projecto CRIATech, do programa NEOTEC - Valorização do Potencial Inovador. O segundo foi o projecto TransInov, da Iniciativa Comunitária INTERREG IIIA, que procurou o fortalecimento de uma ambiente inter-regional mais propício à inovação. Por último, o GAPI, que alargou a sua área de actuação ao apoio ao Empreendedorismo, fruto de uma nova concepção que detectou a o papel crucial da criação de empresas de base tecnológica para a utilização mais intensa da Propriedade Industrial. As principais actividades desenvolvidas foram o apoio à concretização das ideias vencedoras do primeiro concurso de ideias (da qual emergiram quatro empresas de sucesso), o suporte a candidaturas a programas de incentivos com preponderância no NEOTEC, mas também no NITEC, IDEIA, SIPIE, e SIME; e detecção de oportunidades de financiamento, da banca ao capital de risco e business angels. Para facilitar a concretização das ideias existentes o CRIA funcionou sempre como apoio para a realização de candidaturas a concursos de ideias como o BES Inovação ou o Concurso Nacional de Empreendedorismo CGD.
Para além desta informação referir que as actividades do GAPI resultaram até Dezembro de 2007 em cerca de duzentos processos de registo de marcas, dez patentes e mais de trinta logótipos.
Em 2007 o CRIA lançou o seu segundo concurso de ideias “Ideias em Caixa”, de carácter inter-regional com um modelo inovador caracterizado por um acompanhamento intensivo desde as fases iniciais do concurso até à selecção final dos vencedores, com prémios essenciais ao lançamento da sua empresa de natureza não pecuniária (por exemplo, serviços especializados como marketing, contabilidade ou informática). Das 70 ideias candidatas resultaram quinze vencedoras que se encontram actualmente em fase de desenvolvimento dos seus Planos de Negócio.

## A INOVA 2007
Outra iniciativa importante foi a INOVA 2007 – Exposição e Conferências sobre Inovação e Transferência de Tecnologia no Algarve.
Este evento, enquadrado nas comemorações do dia da Universidade do Algarve, tentou abordar questões relacionadas com a criação de um ambiente mais favorável à Inovação
No primeiro dia “O Quadro da Inovação Regional no Algarve”, foram debatidas uma série de questões de carácter transversal à temática da inovação, como a consolidação de um Sistema Regional de Inovação no Algarve. Foram apresentadas três novas infra-estruturas tecnológicas que poderão ter um impacto significativo na região: o Pólo Tecnológico do Algarve, o CIDO - Centro de Inovação e Desenvolvimento de Olhão, e o Sines Tecnopólo. As principais iniciativas empresariais com origem na UAlg foram também apresentadas.
O segundo dia foi dedicado à realização de “Encontros Universidade-Empresa”, onde o principal objectivo foi a criação de pontes entre os dois mundos favorecendo a promoção de projectos de I&D em consórcio. Nestes encontros participaram, entre investigadores, empresários, e elementos de instituições regionais, cerca de 130 elementos. Do programa constou ainda a apresentação do Catálogo de Competências e Serviços dos Laboratórios e Centros de I&D da Universidade do Algarve.

## A Plataforma Regional FINICIA
O CRIA representa a universidade numa plataforma regional importante. A Plataforma FINICIA, liderada pelo IAPMEI, procura seleccionar projectos inovadores que necessitam de capital semente e capital de risco.
O CRIA tem sido activo na participação em redes relacionadas com a Inovação, Propriedade Industrial, Parques de Ciência e Tecnologia e Transferência de Tecnologia. À escala nacional, podem ser referidas as redes GAPI, OTIC e Tecparques, ao nível internacional a participação nas redes Proton, ASTP e IASP tem sido relevantes para a recolha de boas-práticas. Uma importante parceria foi estabelecida com a Universidade do Texas em Austin.

## O Projecto do Parque de Ciência e Tecnologia do Algarve
A escassez regional de infra-estruturas científico-tecnológicas conduziu o CRIA para o desenvolvimento de um projecto de criação de um Parque de Ciência e Tecnologia. Este parque poderá assumir um papel relevante para o desenvolvimento regional. Será vocacionado para o fomento de negócios intensivos em conhecimento. O Algarve Science and Technology Park (ASTP) será o chapéu de duas organizações independentes sobre as quais assentam a actividade do parque: Instituto de Novas Tecnologias (INT) e um Centro Empresarial de Base Tecnológica (CEBT). As principais actividades do INT serão: transferência de tecnologia, serviços tecnológicos, assistência e serviços; investigação aplicada, licenciamento e desenvolvimento de patentes e spin-offs de projectos de I&D. O INT irá estar dividido em áreas científicas principais: Marine Research Division (MRD), Health Sciences Division (HSD), Intelligent Systems Division (ISD) e Optics, Telecommunications Division (OTD) e Áreas Emergentes (ligadas ao Turismo), como Energias Renováveis ou Tecnologia Agro-alimentar. As principais actividades do CEBT serão serviços ligados à incubação de novas empresas e ao alojamento de ramos de empresas tecnológicas regionais, nacionais e internacionais. A experiência dos espaços empresariais de incubação nos dois campi da UALG pode ser uma mais-valia para a gestão do ASTP.

## O Reconhecimento por Outros Actores
A visibilidade dos resultados do CRIA tem originado o seu reconhecimento, quer pelos actores regionais quer por organismos internacionais. Internacionalmente destacam-se as distinções como boa-prática em termos de Transferência de Tecnologia pela ERIK (European Regions Knowledge based Innovation Network) em 2007 e pela DG Régio em 2006. Ao nível regional este reconhecimento traduz-se em diversos convites para integrar projectos relativos à Inovação e ao Desenvolvimento Empresarial. Podemos referir o importante papel que o CRIA assumiu na discussão regional do QREN – Quadro de Referência Estratégico Nacional promovida pela CCDR Algarve, assim como na realização do Plano Regional da Inovação para o Algarve, documento que explora a actuação regional futura nesta temática.